# Marry Me (2022)
Marry Me is een Amerikaanse romantische komedie uit 2022, geregisseerd door Kat Coiro en geschreven door John Rogers, Tami Sagher en Harper Dill. De film is gebaseerd op het gelijknamige stripverhaal van Bobby Crosby. De hoofdrollen worden vertolkt door Jennifer Lopez, Owen Wilson, Sarah Silverman, John Bradley, Michelle Buteau, Chloe Coleman en Maluma.

## Uitgangspunt
Nadat superster Kat Valdez erachter komt dat haar partner (Maluma) een affaire heeft, kiest zij ervoor om te trouwen met een vreemdeling (Owen Wilson).

## Rolverdeling
- Jennifer Lopez als Katalina "Kat" Valdez
- Owen Wilson als Charlie Gilbert
- Sarah Silverman als Parker Debbs
- John Bradley als Collin Calloway
- Maluma als Bastian
- Michelle Buteau als Melissa
- Chloe Coleman als Lou Gilbert
- Stephen Wallem als Jonathan Pitts
- Jameela Jamil
- Jimmy Fallon als zichzelf
- Utkarsh Ambudkar als coach Manny

## Productie
In april 2019 werd bekend dat Jennifer Lopez en Owen Wilson zouden schitteren in de romantische komediefilm Marry Me. Kat Coiro zou de film regisseren, op basis van een scenario van John Rogers, Tami Sagher en Harper Dill, gebaseerd op de gelijknamige graphic novel van Bobby Crosby, en STX Entertainment zou de film distribueren. In juli 2019 werd aangekondigd dat Universal Pictures de film zou distribueren in plaats van STX. Diezelfde maand voegden Sarah Silverman, John Bradley en Maluma zich bij de cast van de film. Michelle Buteau, Jameela Jamil en Chloe Coleman werden in oktober gecast.

### Opnames
De eerste opnames begonnen in en rond New York in oktober 2019 en eindigden op 22 november.

## Soundtrack
Marry Me Original Motion Picture Soundtrack is de aankomende begeleidende soundtrack bij de film. Het wordt uitgebracht door Sony Music Latin en Arista Records.

### Achtergrond
Terwijl ze in april 2019 haar single "Medicine" promootte, vertelde Lopez aan Ebro Darden van Beats 1 radio dat het volgende album dat ze uit zou brengen "waarschijnlijk met een nieuwe film zal zijn". In februari 2020 kondigde ze aan dat ze naast Marry Me een nieuw album zou uitbrengen dat ook als soundtrack van de film zou dienen. Ze vertelde Jimmy Fallon dat het album "zes of acht" nummers zou bevatten die door haarzelf werden uitgevoerd en "twee of drie" nummers uitgevoerd door Maluma, evenals een duet tussen de twee dat wordt uitgevoerd als zowel een uptempo als een ballad.

### Bevestigde nummers
- "Lonely"[15]
- "Marry Me"[16]
- "Pa' Ti"
- "Segundo"[17]
- "Uno en un Millón"
- "On My Way"[18]

## Release en ontvangst
Marry Me ging op 9 februari 2022 in première in Los Angeles en werd op 11 februari theatraal uitgebracht in de Verenigde Staten en tegelijkertijd beschikbaar via de streamingdienst Peacock Premium. De release was eerder gepland voor 12 februari 2021, maar dit werd vanwege de coronapandemie uitgesteld tot 14 mei 2021, totdat het werd verplaatst naar 11 februari 2022 vanwege een andere verschuiving in het releaseschema. De film ontving gemengde overzichten van de filmcritici met een score van 58% op Rotten Tomatoes, gebaseerd op 144 beoordelingen.

### Prijzen en nominaties
| Jaar | Award                 | Categorie | Ontvanger                               | Resultaat |
| ---- | --------------------- | --------- | --------------------------------------- | --------- |
| 2022 | MTV Movie & TV Awards | Best Song | "On My Way (Marry Me)" - Jennifer Lopez | Gewonnen  |